# 烈火邊境
《烈火邊境》（英語：Free State of Jones）是一部於2016年上映的美國歷史戰爭片，為蓋瑞·羅斯執導和編劇，並與強·齊力克、史考特·史圖柏共同監製。由馬修·麥康納、古古·瑪芭塔-勞、馬赫夏拉·阿里和凱莉·羅素主演。
STX娛樂將電影定於2016年6月24日在美國上映。

## 劇情
故事設定於1862年，美國南北戰爭期間的科林斯戰役中，來自密西西比州的貧窮的農民紐頓·萊特帶領一群當地的小農民和奴隸對瓊斯縣發起武裝叛亂，以在南方邦聯建立一個沒有奴役制度的「自由國度」。

## 演員
- 馬修·麥康納 飾 紐頓·奈特（Newton Knight）
- 古古·瑪芭塔-勞 飾 瑞秋·奈特（Rachel Knight）
- 凱莉·羅素 飾 賽琳娜·奈特（Serena Knight）
- 馬赫夏拉·阿里 飾 摩西·華盛頓（Moses Washington）
- 雅各布·洛夫蘭 飾 丹尼爾（Daniel）
- 布萊德·卡特 飾 巴伯中尉（Lieutenant Barbour）
- 西恩·布里吉 飾 山姆羅爾（Sumrall）
- 寇克·博維爾 飾 商人
- 克里斯多福·貝瑞 飾 賈斯柏·柯林斯（Jasper Collins）
- 曼尼·彭頓 飾 軍醫

## 發行
2015年2月25日，STX娛樂將美國上映日定為2016年3月11日。2015年10月，STX娛樂將日期延期至2016年5月13日。2016年3月，電影又被改至2016年6月24日在美國上映。
首支預告片於2016年1月9日釋出。

## 反響
電影獲得了兩極的評價。爛番茄新鮮度40%，該網站共識：「《烈火邊境》有著崇高的目標，但它們的呆板待遇都不足以彌補其迷人的史實」。Metacritic得分54。
在美國和加拿大，電影於2016年6月24日與《ID4星際重生》、《絕鯊島》共同上映競爭，預計首映週末能從2815間戲院獲得1200萬美元左右的票房。美國首映週末票房為780萬美元位居當週第五。

## 備註
1. 臺灣前譯「自由國度」。

## 外部連結
- 官方网站
- 互联网电影数据库（IMDb）上《Free State of Jones》的资料（英文）
- Free State of Jones （页面存档备份，存于） at History vs. Hollywood
- Box Office Mojo上《Free State of Jones》的資料（英文）
- 爛番茄上《Free State of Jones》的資料（英文）
- Metacritic上《Free State of Jones》的資料（英文）
- 開眼電影網上《烈火邊境》的資料（繁體中文）